# Steve-O
Stephen Gilchrist Glover (Wimbledon (Londen), 13 juni 1974) beter bekend onder de pseudoniem Steve-O, is een Amerikaans acteur en stuntman.
Steve-O werd vooral bekend door zijn deelname aan de programma's Jackass en Wildboyz. Hij bracht zijn jeugd door in Engeland. In 1992 behaalde hij zijn diploma aan The American School in Londen. Hij begon aan een studie aan de Universiteit van Miami, die hij niet voltooide. Een jaar later ging hij naar het Ringling Brothers and Barnum & Bailey Clown College. Hij stuurde video's van zichzelf op aan het tijdschrift Big Brother en Jeff Tremaine, de regisseur van Jackass. Hierdoor raakte hij betrokken bij Jackass. Steve-O is vooral bekend geworden door zijn braakstunts in de serie. Hierna begon hij samen met Chris Pontius een eigen serie, Wildboyz.

## filmografie
| Jaar | Film                                    | Rol                       | Notities                           |
| ---- | --------------------------------------- | ------------------------- | ---------------------------------- |
| 2002 | Jackass: The Movie                      | Zichzelf                  | Schrijver                          |
| 2003 | Stupidity                               | Zichzelf                  | Documentaire                       |
| 2003 | Blind Horizon                           | Man met hoed in eindscène | Als Stephen Glover                 |
| 2005 | The Dudesons Movie                      | Zichzelf                  | Gastoptreden                       |
| 2006 | Jackass Number Two                      | Zichzelf                  | Schrijver                          |
| 2007 | National Lampoon's TV: The Movie        | Verschillend              | Schrijver                          |
| 2007 | Jackass 2.5                             | Zichzelf                  | Schrijver                          |
| 2009 | Passenger Side                          | Bar Patron                | Als Stephen Glover                 |
| 2010 | Jackass 3D                              | Zichzelf                  | Schrijver                          |
| 2011 | Jackass 3.5                             | Zichzelf                  | Schrijver                          |
| 2014 | Lennon or McCartney                     | Zichzelf                  | Korte documentaire; interview clip |
| 2015 | Barely Lethal                           | Pedro                     |                                    |
| 2017 | What the Health                         | Zichzelf                  | Documentaire; interview clip       |
| 2017 | Dumb: The Story of Big Brother Magazine | Zichzelf                  | Documentaire                       |
| 2018 | Game Over, Man!                         | Zichzelf                  | Cameo                              |
| 2020 | Guest House                             | Shred                     |                                    |
| 2022 | Jackass Forever                         | Zichzelf                  | Co-producer Schrijver              |
| 2022 | Jackass 4.5                             | Zichzelf                  | Co-producer Schrijver              |
| NNB  | The Brandon Novak Story                 | Zichzelf                  | Documentaire                       |